# ミル・ヒル・イースト駅
ミル・ヒル・イースト駅（ミル・ヒル・イーストえき、英語：Mill Hill East tube station）はロンドン北部、バーネット・ロンドン特別区のミル・ヒルにあるロンドン地下鉄の駅である。当駅は、フィンチリー・セントラル駅から伸びるノーザン線ハイ・バーネット支線の単線の支線の終点で、この支線唯一の駅である。当駅はトラベルカード・ゾーン4に含まれる。当駅の2013年の年間利用客は117万人で、ノーザン線で最も利用客が少ない駅である。
当駅のグリッド・リファレンスはTQ240915で、ビタチー・ヒルの西側にある。

## 歴史
当駅はエッジウェア・ハイゲート・アンド・ロンドン鉄道（英語：Edgware, Highgate and London Railway、EH&LR）によって建設され、EH&LRを引き継いだグレート・ノーザン鉄道により1867年8月22日、ミドルセックスに開業した。当駅はフィンズベリー・パークからハイゲート経由でエッジウェアに至る路線上の途中駅として開業している。
エッジウェア・ハイゲート・アンド・ロンドン鉄道は複線分の路盤を建設したが、敷設された線路は単線のみで、残りは需要が増えた際に建設するものとされた。しかし、グレート・ノーザン鉄道は計画を変更して需要が多いと予想されたフィンチリー・セントラルからハイ・バーネットへの路線を建設、1872年4月に開業させ、フィンチリー・セントラルからエッジウェアまでの区間は複線化されることはなかった。
当駅は当初「ミル・ヒル」として開業したが、1928年3月1日に「ミル・ヒル・イースト」に改名されている。
1921年鉄道法によりイギリスの鉄道会社は「ビッグ・フォー」と呼ばれる4社に再編され、当駅はロンドン・アンド・ノース・イースタン鉄道（英語：London and North Eastern Railway、LNER）の駅となった。イースト・フィンチリーから分岐するハイ・バーネット支線は1930年代に始まった「ノーザン・ハイト」と呼ばれる開発計画の一環としてロンドン地下鉄の路線網に組み込まれた。

### ロンドン地下鉄への移管
ロンドン地下鉄の一部として運営されるための準備として、フィンズベリー・パークから先の各路線の電化工事が始まったが、第二次世界大戦の勃発により工事には時間を要した。フィンチリー・セントラル - エッジウェア間の旅客営業は1939年9月11日に休止されたが、ミル・ヒル兵営への輸送のため、フィンチリー・セントラル - 当駅間のみが単線のまま電化され、1941年5月18日に営業が再開された。当駅からエッジウェアまでの電化は行われないまま路線が廃止されている。

### 貨物営業
旅客営業終了後も当駅からエッジウェアまでの区間では蒸気機関車けん引による貨物列車が路線が廃止される1962年まで運転されていた。線路、施設などは廃止後大半が撤去されたが、大半の区間で路盤が残されている。

## 駅状況

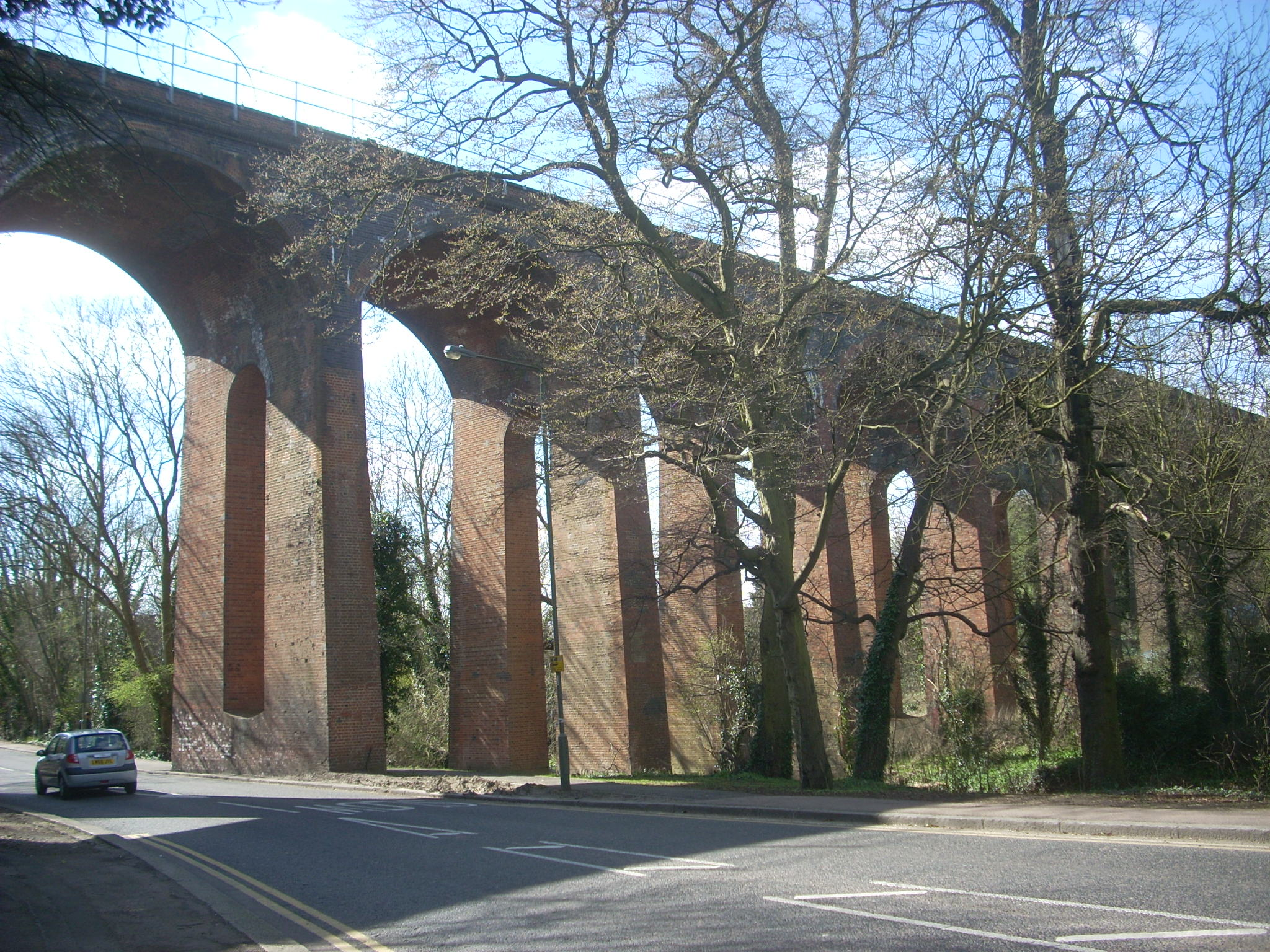
当駅とフィンチリー・セントラルの間にあるドリス・ブルック高架橋

### 構造
当駅にはエッジウェア・ハイゲート・アンド・ロンドン鉄道が建設したヴィクトリア様式の建物が残されている。ロンドン地下鉄に組み込まれた路線では最も古い区間のひとつで、世界最古のシールドトンネルによる地下鉄であるシティ・アンド・サウス・ロンドン鉄道の後身であるノーザン線のロンドン中心部の区間よりも20年以上古い。背の低いレンガ積みの駅舎は自動券売機設置のため後年窓が2つ塞がれているが、グレート・ノーザン鉄道が建設した駅によくみられるものである。駅舎は急傾斜の屋根をもつ中央部に、寄棟構造の屋根を両側にもつ構造となっている。

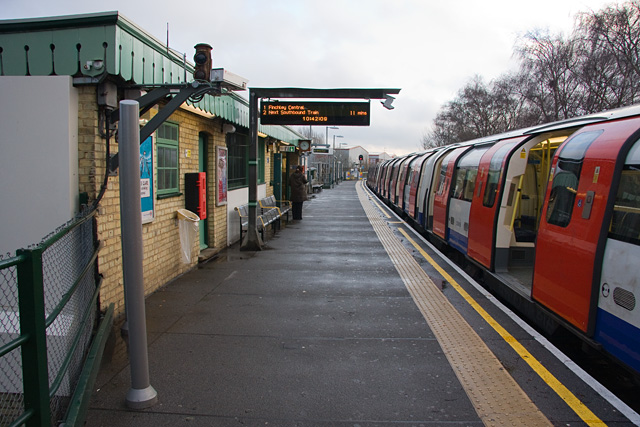
ホーム。フィンチリー・セントラル方向を見る

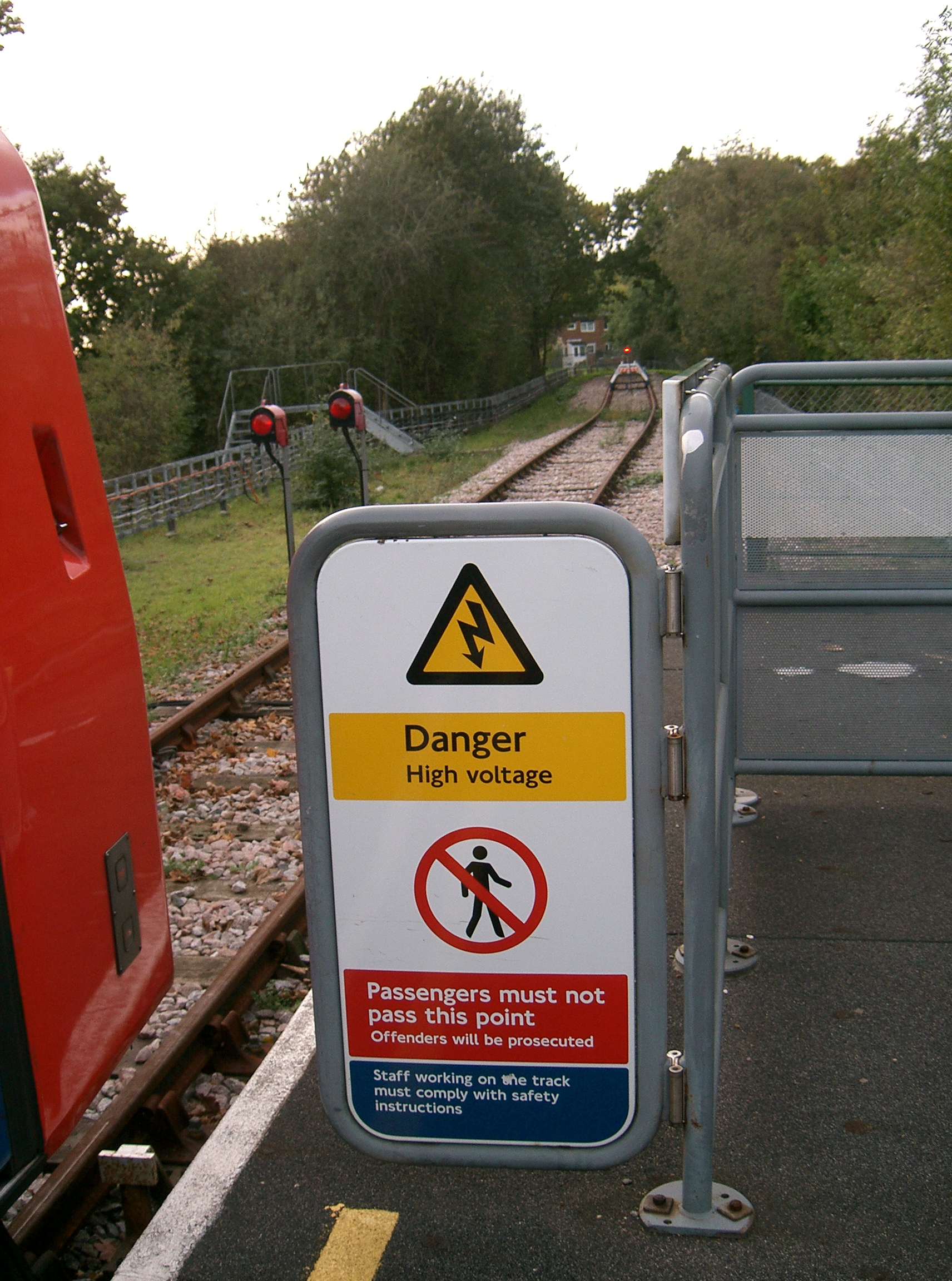
車止め

ホームは築堤の上にあり、レンガ造りの階段で駅舎と結ばれている。ホームと同じ高さにはレンガ造りの待合室があり、階段を覆う上屋根がこの待合室から伸びている。駅は現在もバスの転回場として使われている建物の前庭の裏にある。この前庭の片隅には2階建てのグレート・ノーザン鉄道標準様式の駅長官舎が設けられている。当駅の東にはニュー・ワークス・プログラムの一環として建設された、複線化用の鋼製ガーダー橋が残っている。

### 改良工事
2007年には旅客案内装置の設置、駅構造の強化、壁面と床のタイル張り替え、監視カメラ設置などの駅改良工事が行われた。

### 雑学
- ホームは1990年代以降はアスファルトで覆われているものの、ロンドン地下鉄で唯一の木製ホームである[2]。
- チェシャム駅（英語版）、ヒースロー・ターミナル4駅とならんでロンドン地下鉄に3駅ある単線ホームの駅である[2]。
- ロンドン地下鉄に12ある改札口がない駅である[9]が、オイスター・カードに入退場の記録を残す装置は設置されている[要出典]

## 運行
ラッシュ時間を除き、フィンチリー・セントラルと当駅の間の折り返し列車のみが運転されている。休日にフィンチリー・セントラルから先に直通する列車は2007年5月20日に廃止されている。2015年現在、当駅からの着席サービス提供および出入庫のため、5時44分から9時44分までと、17時13分から19時28分までの全列車がケニントン、モーデンまたはイースト・フィンチリーへ直通する。
運転間隔は時間帯によって異なるが、5時25分から0時56分までおおむね11から15分間隔で列車が運転されている。

## バス路線
ロンドンバス221、240、382が当駅を経由する
サラセンズの試合が行われる日には当駅から試合場までのシャトルバスが運行されることがある。